# Gulprickig vaxskivling
Gulprickig vaxskivling (Hygrophorus chrysodon) är en svampart som först beskrevs av August Johann Georg Karl Batsch, och fick sitt nu gällande namn av Elias Fries 1838. Gulprickig vaxskivling ingår i släktet Hygrophorus och familjen Hygrophoraceae.  Arten är reproducerande i Sverige. Inga underarter finns listade i Catalogue of Life.

## Källor

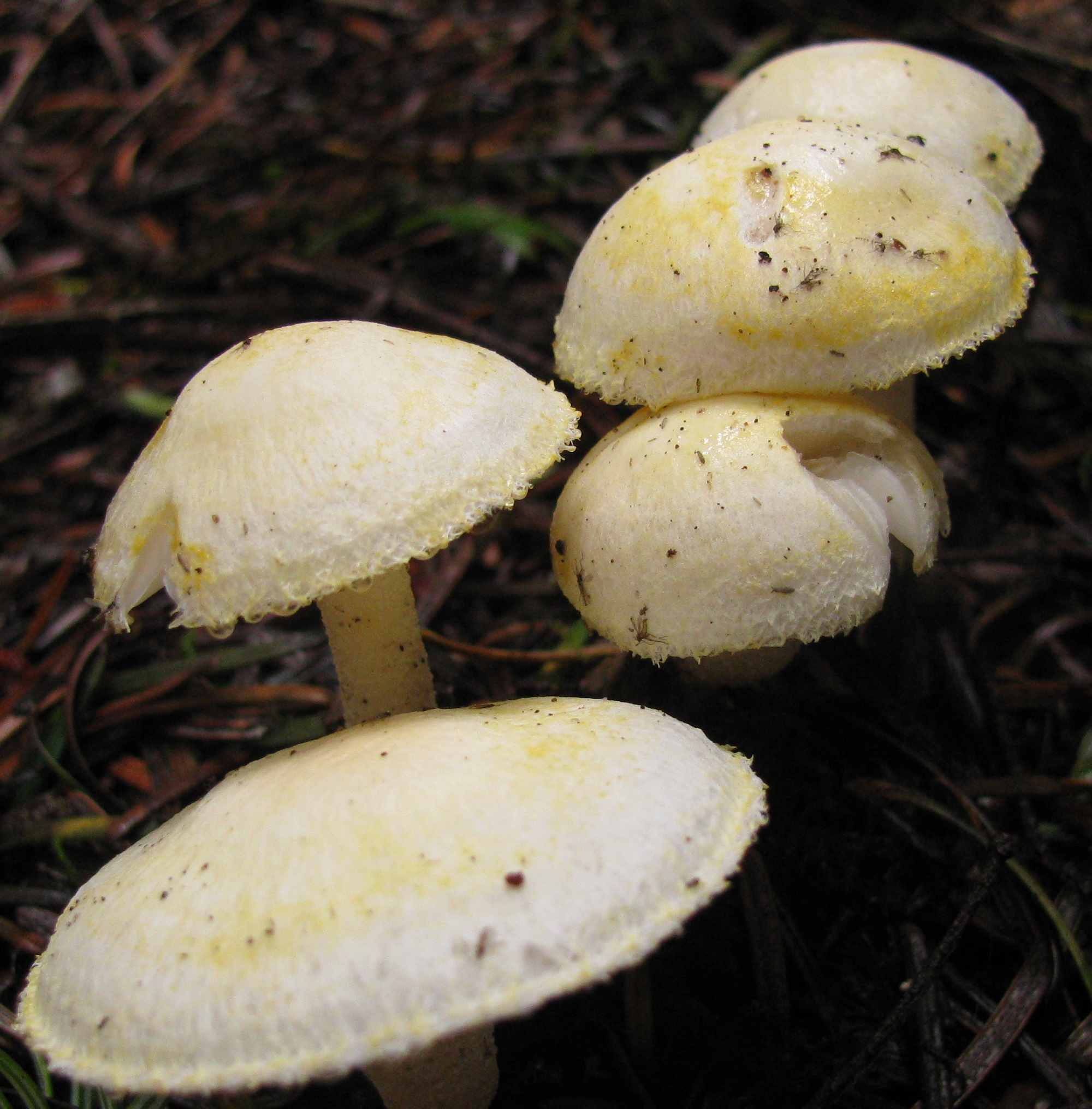
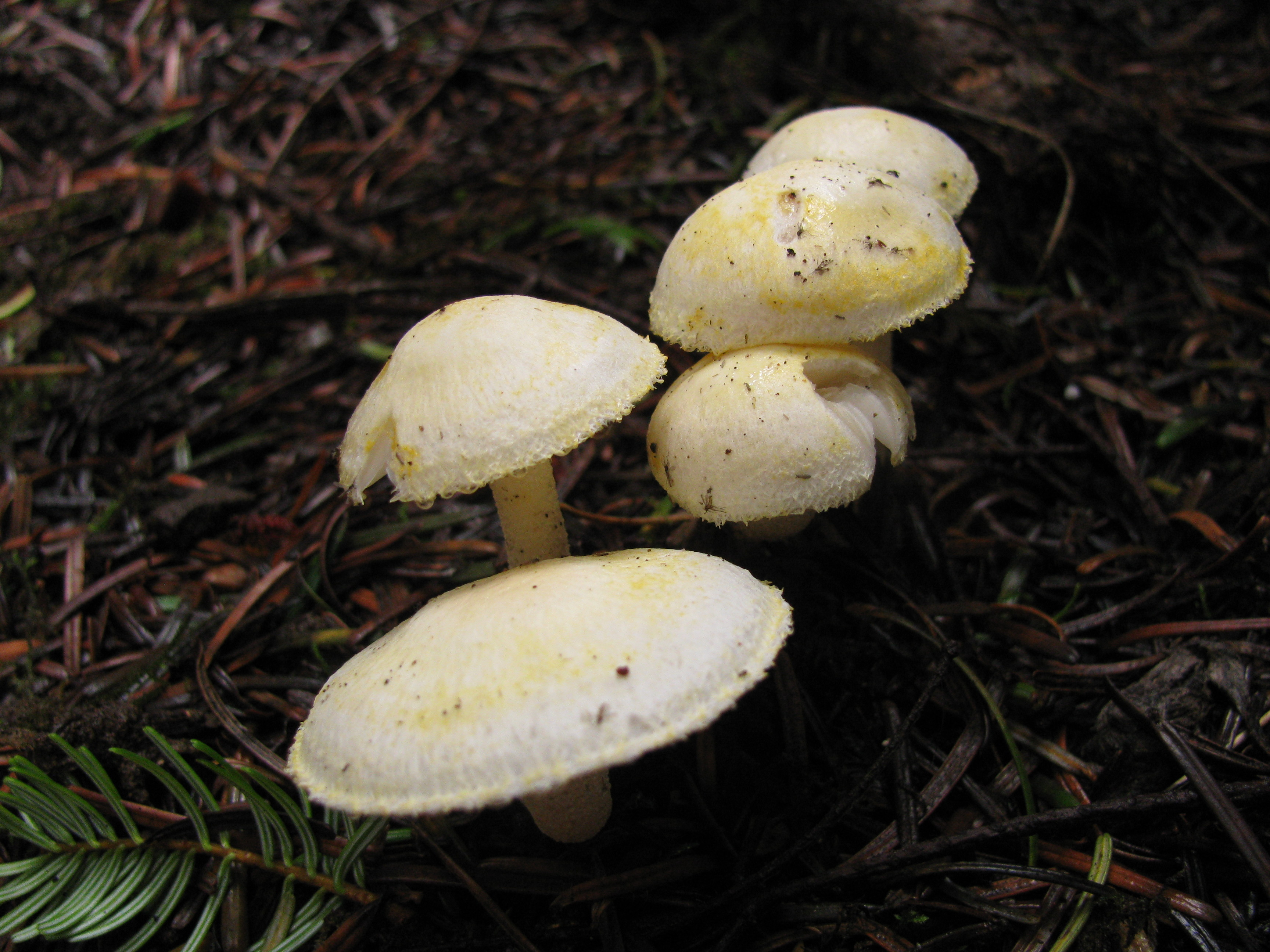
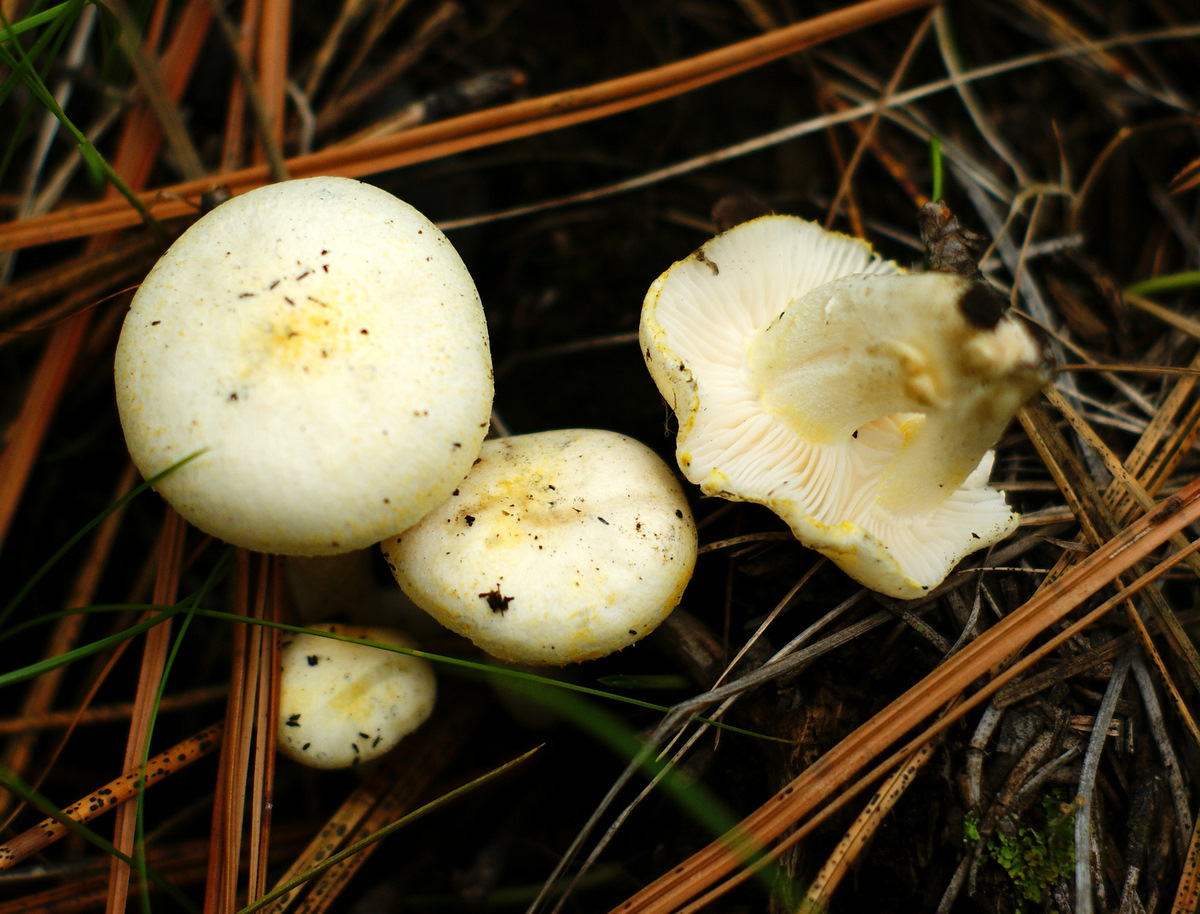
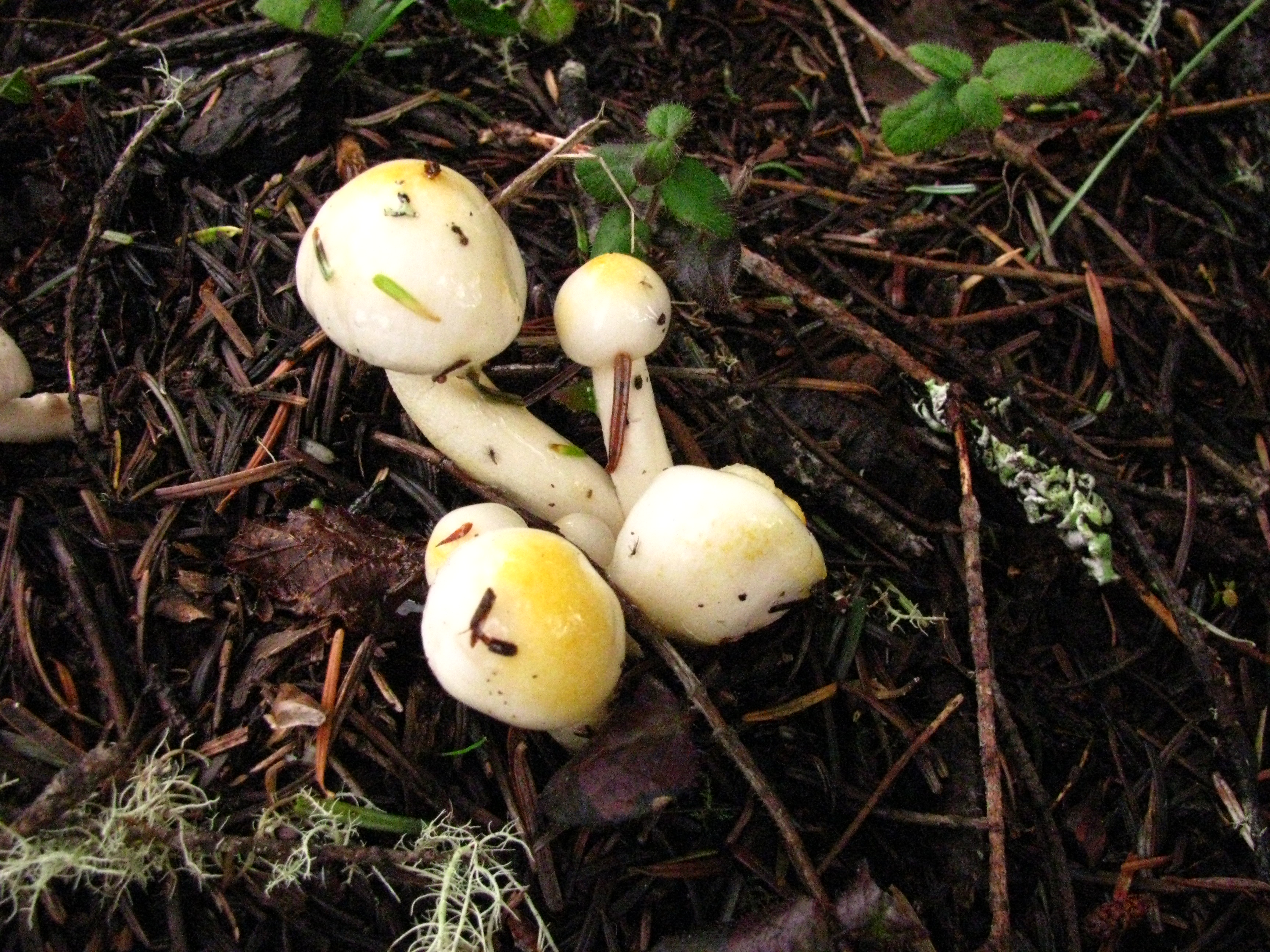
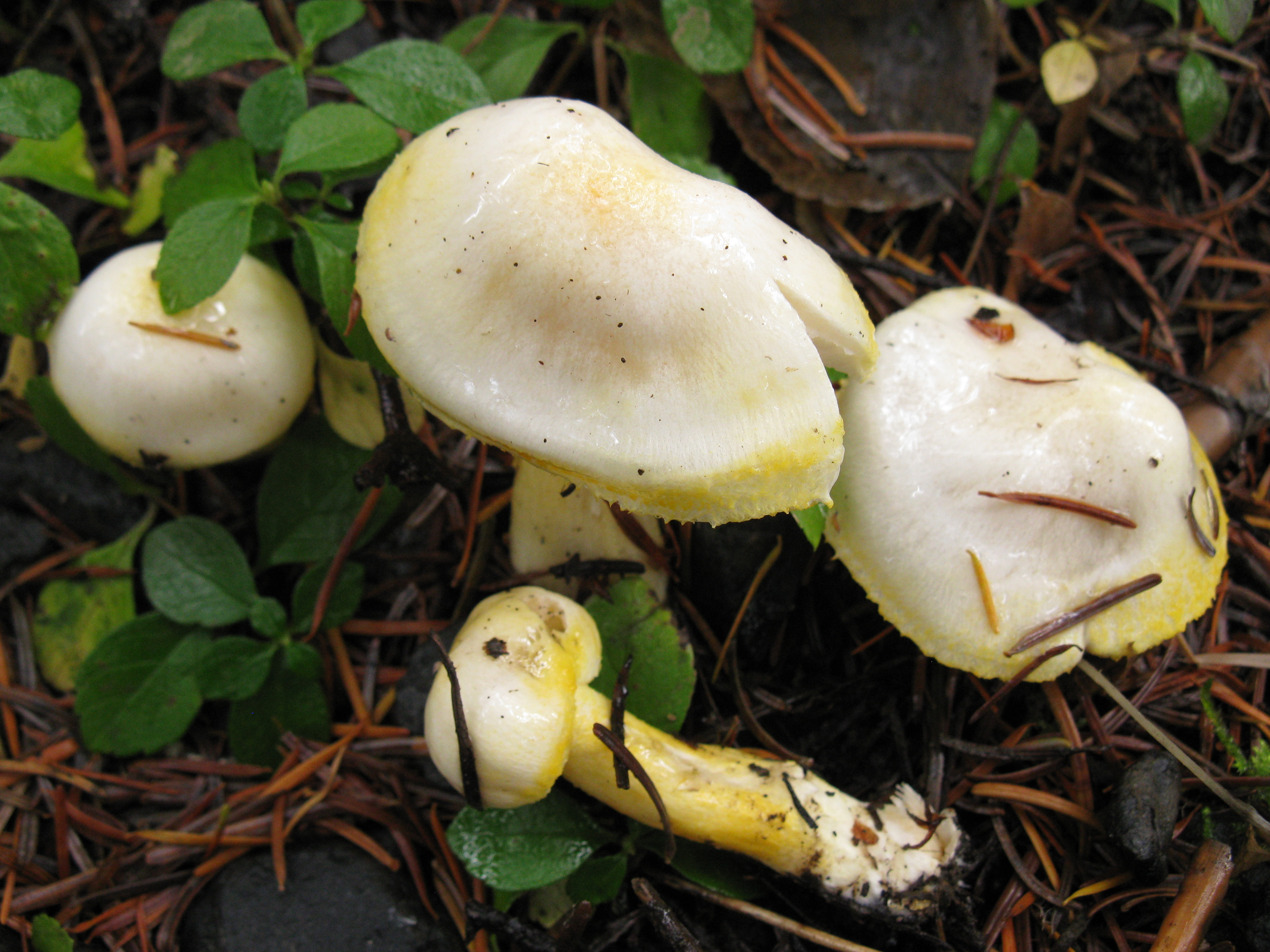
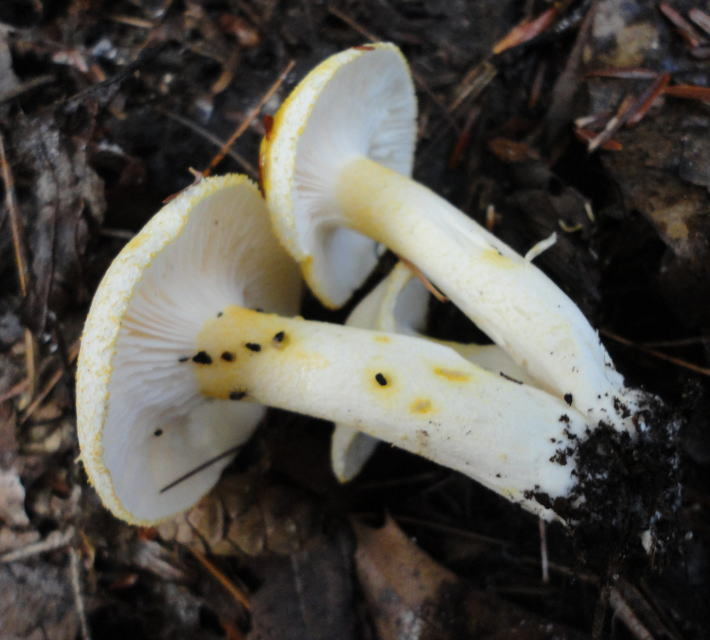
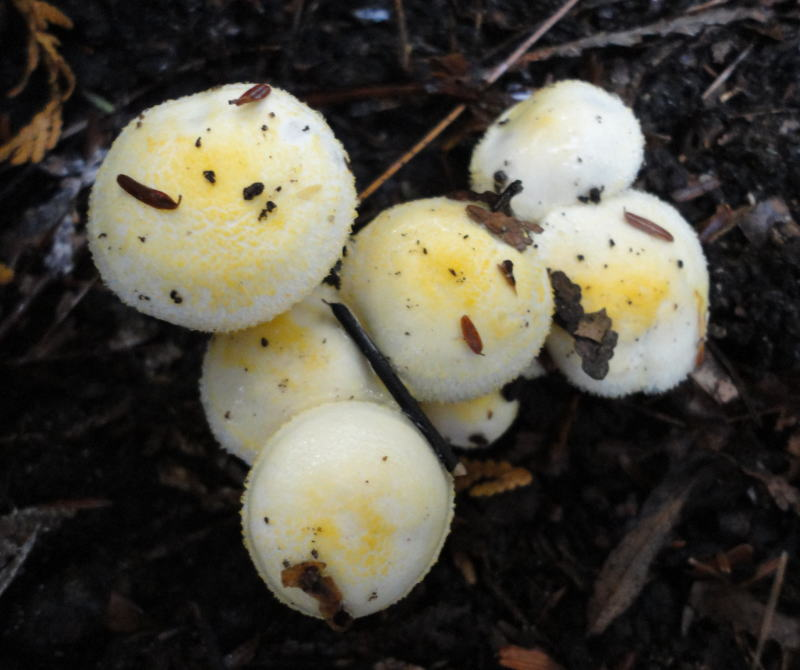